# Wyhołowicze
Wyhołowicze (biał. Выгалавічы, ros. Выголовичи) – wieś na Białorusi, w obwodzie mińskim, w rejonie miadzielskim, w sielsowiecie Kniahinin.

## Historia
W czasach zaborów wieś w okręgu wiejskim Podberezie, w gminie Kniahinin, w powiecie wilejskim, w guberni wileńskiej Imperium Rosyjskiego. W 1865 roku liczyła 206 mieszkańców (19 dusz rewizyjnych w części należącej do Fastowiczów i 109 dusz rewizyjnych w części należącej do dóbr skarbowych Niwki) w 27 domach.
W latach 1921–1945 wieś leżała w Polsce, w województwie wileńskim, w powiecie wilejskim, w gminie Krzywicze.
Powszechny Spis Ludności z 1921 roku podał dane dotyczące wsi i kolonii. Zamieszkiwało tu 648 osób, 40 było wyznania rzymskokatolickiego, 607 prawosławnego, a 1 mojżeszowego. Jednocześnie wszyscy mieszkańcy zadeklarowali polską przynależność narodową. Było tu 121 budynków mieszkalnych. W 1931 w 46 domach zamieszkiwało 243 osoby.
Wierni należeli do parafii rzymskokatolickiej w Krzywiczach i prawosławnej w Kniahininie. Miejscowość podlegała pod Sąd Grodzki w Krzywiczach i Okręgowy w Wilnie; właściwy urząd pocztowy mieścił się w Kniahininie.
W wyniku napaści ZSRR na Polskę we wrześniu 1939 miejscowość znalazła się pod okupacją sowiecką. 2 listopada została włączona do Białoruskiej SRR. Od czerwca 1941 roku pod okupacją niemiecką. W 1944 miejscowość została ponownie zajęta przez wojska sowieckie i włączona do Białoruskiej SRR.
Od 1991 w składzie niepodległej Białorusi.
Urodził się tu Ihar Basłyk.